# Teucholabis (Teucholabis) neosalva
Teucholabis (Teucholabis) neosalva is een tweevleugelige uit de familie steltmuggen (Limoniidae). De soort komt voor in het Neotropisch gebied.